# Coleodactylus meridionalis
Coleodactylus meridionalis är en ödleart som beskrevs av  George Albert Boulenger 1888. Coleodactylus meridionalis ingår i släktet Coleodactylus och familjen geckoödlor. Inga underarter finns listade i Catalogue of Life.